# María Márkova-Létova
María Fiódorovna Márkova-Létova (translitera del cirílico Мария Федоровна Маркова-Ле́това (1901-c. 1972) fue una botánica, y micóloga rusa, que realizó innumerables expediciones botánicas, como los hechos a los Cárpatos.
- La abreviatura «Mark.-Let.» se emplea para indicar a María Márkova-Létova como autoridad en la descripción y clasificación científica de los vegetales.[1]